# Адам Бід
«Адам Бід» (англ. Adam Bede) — перший роман Джордж Еліот. Вперше опублікований у 1859 під псевдонімом, попри без того повагу в суспільстві серед вчених. Відтоді твір не перестає перевидаватися і широко використовується у досліджені англійської літератури XIX ст. в університетах.

## Дійові особи
- Хетті Сорел - красива, але марнославна фермерка, любить Артура;
- Адам Бід – тесляр, який любить Хетті;
- Артур Доніторн - друг Адама, спадкоємець маєтку;
- Сет - брат Адама, безплідно переслідує Дайну;
- Дайна Морріс – методистський проповідник;
- Бартл Мессі – вчитель;
- Місис Пойзер – дружина фермера.